# Paige VanZant
Paige VanZant (Dayton, 26 de março de 1994) é uma lutadora norte-americana de artes marciais mistas que compete na categoria de peso-mosca do Ultimate Fighting Championship. Competidora profissional desde 2012, VanZant foi anteriormente lutadora na Invicta FC.

## Carreira no MMA

### Início da Carreira
Paige começou a praticar defesa pessoal aos 15 anos, e aos 16 começou a treinar wrestling e posteriormente MMA, atualmente ela treina na House of RYU, em Las Vegas.
Em 13 de abril e 2012 Paige fez sua estreia no MMA amador no evento URC 32 - Ultimate Reno Combat 32. Paige venceu a california Morgan Hunter por finalização mata-leão aos 0:50 do 1°round.
Paige fez sua estreia no MMA profissional em 30 de junho de 2012, ela venceu Jordan Nicole Gaza por decisão dividida. Paige fez sua segunda luta no MMA profissional em 22 de setembro de 22, pelo evento PFS - Premier Fight Series 2, ela conseguiu sua 2° vitória ao vencer Amber Stautzenberger por decisão unânime.
Em 05 de janeiro de 2013 Paige fez sua estreia no Invicta Fighting Championships no envento Invicta FC 4 em Kansas City, ela foi derrotada por decisão unânime pela norte americana Tecia Torres.
Em abril de 2013 Paige se recuperou da derrota sofrida no Incita após vencer Courtney Himes por finalização mata-leão pelo evento BCP - Cage Wars 15 realizado em Grand Junction, Colorado.

### Team Alpha Male
Em 17 de setembro de 2013 Paige confirmou através de sua página no Facebook que iria integrar a equipe da Alpha Male Team, conhecida como uma das melhores equipes de MMA da atualidade, contando com atletas como Urijah Faber, Joseph Benavidez, Chad Mendes, entre outros.

### Ultimate Fighting Championship
Em Dezembro de 2013, VanZant assinou com o UFC e lutará na nova categoria da promoção, o Peso Palha. Também foi anunciado que ela seria uma das participantes do The Ultimate Fighter 20. No entanto, em Março de 2014, VanZant foi retirada do reality show pelo fato de ter apenas 20 anos e a idade mínima para participar do programa é de 21.
VanZant era esperada para enfrentar Kailin Curran em 4 de Outubro de 2014 no UFC Fight Night: MacDonald vs. Saffiedine. No entanto, a luta foi movida para o UFC Fight Night: Edgar vs. Swanson em 22 de Novembro de 2014 e VanZant venceu por nocaute técnico no terceiro round. Ela ainda ganhou o prêmio de Luta da Noite pela performance de ambas lutadoras.
VanZant enfrentou Felice Herrig em 18 de Abril de 2015 no UFC on Fox: Machida vs. Rockhold. VanZant dominou a luta e venceu por decisão unânime.
VanZant enfrentou Alex Chambers em 5 de Setembro de 2015 no UFC 191 e venceu por finalizaação no terceiro round.
VanZant era esperada para fazer uma luta principal contra Joanne Calderwood em 10 de Dezembro de 2015 no UFC Fight Night: Namajunas vs. VanZant. No entanto, uma lesão tirou Calderwood da luta, e ela foi substituída por Rose Namajunas. VanZant foi derrotada por finalização com um mata leão no quinto round.
Depois de alcançar grande popularidade ao ser finalista na competição de dança entre famosos Dancing with the Stars, Vanzant voltou ao UFC contra a australiana Bec Rawlings no dia 27 de agosto de 2016. Vanzant venceu aos 17 segundos do segundo round, com uma voadora no rosto. O nocaute garantiu a Vanzant o prêmio de Performance da Noite.

## Cartel no MMA
| Cartel no MMA   |            |            |
| 13 lutas        | 8 vitórias | 5 derrotas |
| Por nocaute     | 2          | 0          |
| Por finalização | 3          | 3          |
| Por decisão     | 3          | 2          |

| Res.    | Cartel | Oponente             | Método                                   | Evento                                 | Data       | Round | Tempo | Local                         | Notas                          |
| ------- | ------ | -------------------- | ---------------------------------------- | -------------------------------------- | ---------- | ----- | ----- | ----------------------------- | ------------------------------ |
| Derrota | 8-5    | Amanda Ribas         | Finalização (chave de braço)             | UFC 251: Usman vs. Masvidal            | 11/07/2020 | 1     | 2:21  | Abu Dhabi                     | Estreia no Peso Mosca.         |
| Vitória | 8-4    | Rachael Ostovich     | Finalização (chave de braço)             | UFC Fight Night: Cejudo vs. Dillashaw  | 19/01/2019 | 2     | 1:50  | Brooklyn, Nova Iorque         |                                |
| Derrota | 7-4    | Jessica Rose-Clark   | Decisão (unânime)                        | UFC Fight Night: Stephens vs. Choi     | 14/01/2018 | 3     | 5:00  | St.Louis, Missouri            |                                |
| Derrota | 7-3    | Michelle Waterson    | Finalização Técnica (mata leão)          | UFC on Fox: VanZant vs. Waterson       | 17/12/2016 | 1     | 3:21  | Sacramento, Califórnia        |                                |
| Vitória | 7-2    | Bec Rawlings         | Nocaute (chute voador na cabeça e socos) | UFC on Fox: Maia vs. Condit            | 27/08/2016 | 2     | 0:17  | Vancouver, Colúmbia Britânica | Performance da Noite           |
| Derrota | 6-2    | Rose Namajunas       | Finalização (mata leão)                  | UFC Fight Night: Namajunas vs. VanZant | 10/12/2015 | 5     | 2:25  | Las Vegas, Nevada             |                                |
| Vitória | 6-1    | Alex Chambers        | Finalização (chave de braço)             | UFC 191: Johnson vs. Dodson 2          | 05/09/2015 | 3     | 1:01  | Las Vegas, Nevada             |                                |
| Vitória | 5-1    | Felice Herrig        | Decisão (unânime)                        | UFC on Fox: Machida vs. Rockhold       | 18/04/2015 | 3     | 5:00  | Newark, Nova Jérsei           |                                |
| Vitória | 4-1    | Kailin Curran        | Nocaute Técnico (joelhada e socos)       | UFC Fight Night: Edgar vs. Swanson     | 22/11/2014 | 3     | 2:54  | Austin, Texas                 | Estreia no UFC; Luta da Noite. |
| Vitória | 3-1    | Courtney Himes       | Finalização (mata leão)                  | BCP - Cage Wars 15                     | 06/04/2013 | 1     | 2:21  | Grand Junction, Colorado      |                                |
| Derrota | 2-1    | Tecia Torres         | Decisão (unânime)                        | Invicta FC:4                           | 05/01/2013 | 3     | 5:00  | Kansas City, Missouri         |                                |
| Vitória | 2-0    | Amber Stautzenberger | Decisão (unânime)                        | PFS - Premier Fight Series 2           | 22/09/2012 | 3     | 3:00  | Las Vegas, Nevada             |                                |
| Vitória | 1-0    | Jordan Nicole Gaza   | Decisão (dividida)                       | UWF - Tournament of Warriors Finale    | 30/06/2012 | 3     | 3:00  | Las Vegas, Nevada             | Estreia no Peso Palha          |

### Amador
| Resultado | Recorde | Oponente      | Tipo                    | Evento                           | Data       | Round | Tempo | Local        | Notas |
| --------- | ------- | ------------- | ----------------------- | -------------------------------- | ---------- | ----- | ----- | ------------ | ----- |
| Vitória   | 1-0     | Morgan Hunter | Finalização (mata leão) | URC 32 - Ultimate Reno Combat 32 | 13/04/2012 | 1     | 0:50  | Reno, Nevada |       |